# Clarisse Machanguana
Clarisse Eulalia Machanguana (Maputo, 4 ottobre 1976) è un'ex cestista mozambicana, professionista nella ABL e nella WNBA.

## Carriera

### Nei club
È stata selezionata dalle Los Angeles Sparks al secondo giro del Draft WNBA 1999 (16ª scelta assoluta).
È cresciuta nell'Old Dominion University insieme a Ticha Penicheiro. Nel 1999-2000 ha giocato in Brasile, nel 2000-01 in Italia alla Spezia, nei due anni successivi va al Navarra e al Barcellona.

### In Nazionale
Ha preso parte al torneo di qualificazione alle Olimpiadi di Londra 2012.

## Statistiche

### Presenze e punti nei club
Statistiche aggiornate al 14 agosto 2012
| Stagione | Squadra                       | Competizione | Partite | Partite | Partite | Statistiche tiro | Statistiche tiro | Statistiche tiro | Altre statistiche | Altre statistiche | Altre statistiche | Altre statistiche | Altre statistiche |
| Stagione | Squadra                       | Competizione | Pres.   | Titol.  | Minuti  | Tiri da 2        | Tiri da 3        | Liberi           | Rimb.             | Assist            | Rubate            | Stopp.            | Punti             |
| --- | ----------------------------- | ------------ | ------- | ------- | ------- | ---------------- | ---------------- | ---------------- | ----------------- | ----------------- | ----------------- | ----------------- | ----------------- |
| 1999 | Los Angeles Sparks            | WNBA         | 28      | 0       | 245     | 24/49            | 0                | 26/36            | 52                | 9                 | 8                 | 3                 | 74                |
| 2000 | Los Angeles Sparks            | WNBA         | 31      | 1       | 421     | 48/83            | 0/1              | 14/25            | 72                | 18                | 13                | 4                 | 110               |
| 2001 | Charlotte Sting               | WNBA         | 30      | 8       | 580     | 63/126           | 0                | 37/57            | 121               | 17                | 16                | 16                | 163               |
| 2002 | Orlando Miracle               | WNBA         | 29      | 25      | 428     | 61/114           | 0                | 16/25            | 64                | 17                | 12                | 4                 | 138               |
| 2003-2004 | Phard Napoli                  | Serie A1     | 30      | 3       | 912     | 166/352          | 0/5              | 62/77            | 226               | 25                | 41                | 4                 | 423               |
| 2006-2007 | San Raffaele Roma             | Serie A1     | 33      | 19      | 1040    | 213/361          | 0/2              | 95/138           | 232               | 24                | 66                | 4                 | 524               |
| 2007-2008 | Fiera di Roma Pomezia         | Serie A1     | 30      | 30      | 950     | 191/347          | 0/4              | 98/129           | 259               | 26                | 61                | 5                 | 480               |
| 2008-2009 | Bracco Sesto S. Giovanni      | Serie A1     | 27      | 27      | 708     | 124/240          | 0                | 67/92            | 163               | 15                | 42                | 9                 | 315               |
| 2009-2010 | Bracco Sesto S. Giovanni      | Serie A1     | 26      | 26      | 781     | 170/331          | 0/6              | 55/83            | 176               | 29                | 52                | 13                | 395               |
| 2010-2011 | Lavezzini Parma               | Serie A1     | 14      | 9       | 305     | 51/115           | 0/1              | 25/38            | 176               | 6                 | 19                | 4                 | 127               |
| 2011-2012 | Passalacqua Spedizioni Ragusa | Serie A2     | 30      | 29      | 855     | 193/347          | 0                | 102/140          | 285               | 20                | 69                | 11                | 488               |
| Totale carriera |                               |              |         |         |         |                  |                  |                  |                   |                   |                   |                   |                   |
| Nota: per la NBA, la WNBA e la NCAA, la colonna "Tiri da 2" comprende la somma dei tiri dal campo (tiri da 2 + tiri da 3). |                               |              |         |         |         |                  |                  |                  |                   |                   |                   |                   |                   |

### Cronologia presenze e punti in Nazionale
| Cronologia completa delle presenze e dei punti in Nazionale - Mozambico | Cronologia completa delle presenze e dei punti in Nazionale - Mozambico | Cronologia completa delle presenze e dei punti in Nazionale - Mozambico | Cronologia completa delle presenze e dei punti in Nazionale - Mozambico | Cronologia completa delle presenze e dei punti in Nazionale - Mozambico | Cronologia completa delle presenze e dei punti in Nazionale - Mozambico | Cronologia completa delle presenze e dei punti in Nazionale - Mozambico | Cronologia completa delle presenze e dei punti in Nazionale - Mozambico |
| Data                                                                    | Città                                                                   | In casa                                                                 | Risultato                                                               | Ospiti                                                                  | Competizione                                                            | Punti                                                                   | Note                                                                    |
| ----------------------------------------------------------------------- | ----------------------------------------------------------------------- | ----------------------------------------------------------------------- | ----------------------------------------------------------------------- | ----------------------------------------------------------------------- | ----------------------------------------------------------------------- | ----------------------------------------------------------------------- | ----------------------------------------------------------------------- |
| 23/09/2007                                                              | Dakar                                                                   | Senegal                                                                 | 59 - 42                                                                 | Mozambico                                                               | AfroBasket 2007 - Preliminari                                           | 10                                                                      | [ 4 ]                                                                   |
| 25/09/2007                                                              | Dakar                                                                   | Mozambico                                                               | 46 - 64                                                                 | Mali                                                                    | AfroBasket 2007 - Preliminari                                           | 12                                                                      | [ 5 ]                                                                   |
| 26/09/2007                                                              | Dakar                                                                   | Mozambico                                                               | 69 - 56                                                                 | Tunisia                                                                 | AfroBasket 2007 - Preliminari                                           | 11                                                                      | [ 6 ]                                                                   |
| 28/09/2007                                                              | Dakar                                                                   | Mozambico                                                               | 69 - 61                                                                 | Nigeria                                                                 | AfroBasket 2007 - Quarti di finale                                      | 18                                                                      | [ 7 ]                                                                   |
| 29/09/2007                                                              | Dakar                                                                   | Senegal                                                                 | 63 - 48                                                                 | Mozambico                                                               | AfroBasket 2007 - Semifinale                                            | 8                                                                       | [ 8 ]                                                                   |
| 30/09/2007                                                              | Dakar                                                                   | Mozambico                                                               | 58 - 73                                                                 | Angola                                                                  | AfroBasket 2007 - Finale 3º-4º posto                                    | 10                                                                      | [ 9 ]                                                                   |
| 14/07/2009                                                              | Sintra                                                                  | Portogallo                                                              | 71 - 62                                                                 | Mozambico                                                               |                                                                         | 20                                                                      | [ 10 ]                                                                  |
| 15/07/2009                                                              | Sintra                                                                  | Brasile                                                                 | 58 - 53                                                                 | Mozambico                                                               |                                                                         | 11                                                                      | [ 10 ]                                                                  |
| 25/06/2012                                                              | Ankara                                                                  | Croazia                                                                 | 84 - 62                                                                 | Mozambico                                                               | Olimpiadi 2012 - Preliminari qualificazioni                             | 23                                                                      | [ 11 ]                                                                  |
| 26/06/2012                                                              | Ankara                                                                  | Mozambico                                                               | 65 - 71                                                                 | Corea del Sud                                                           | Olimpiadi 2012 - Preliminari qualificazioni                             | 15                                                                      | [ 12 ]                                                                  |
| Totale                                                                  |                                                                         | Presenze                                                                | 10                                                                      |                                                                         | Punti                                                                   | 138                                                                     |                                                                         |

## Palmarès
- Giochi della Lusofonia: 1
Nazionale mozambicana: 2006